# Rue Lincoln (Paris)
Pour les articles homonymes, voir Rue Lincoln.
La rue Lincoln est une voie urbaine située dans le 8e arrondissement de Paris.

## Situation et accès
Elle commence au 56, rue François-Ier et se termine au 73, avenue des Champs-Élysées. 

## Histoire et origine du nom

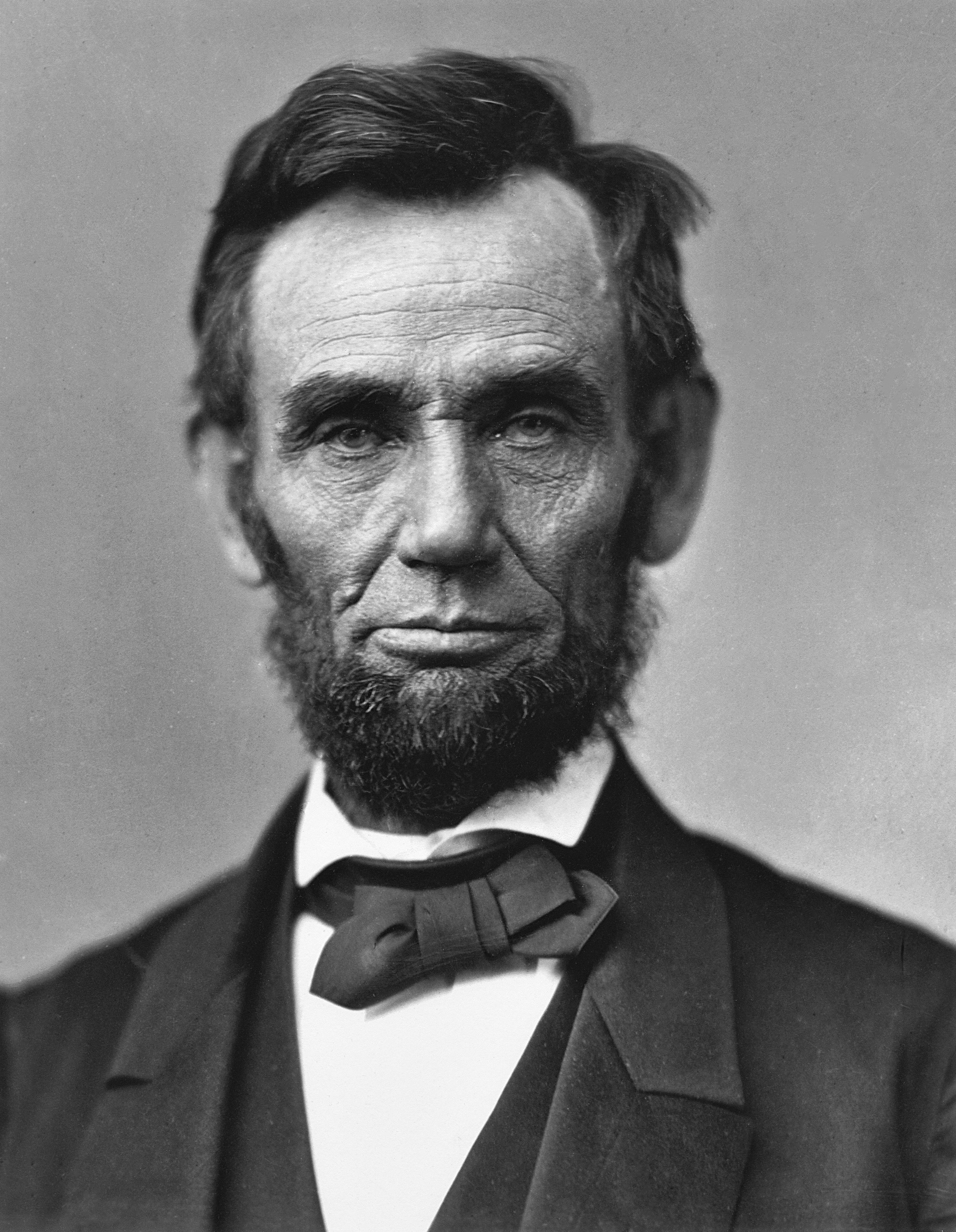
Abraham Lincoln.

Elle porte ce nom en mémoire d'Abraham Lincoln (1809-1865), seizième président des États-Unis d'Amérique.   
À l'origine, la superficie située entre l'allée Marbeuf (actuelle rue Pierre-Charron) et l'actuelle rue Quentin-Bauchart est répartie entre deux ensembles : l'ancien fief Becquet, érigé au XVe siècle par Henri VI d'Angleterre, lors de l'occupation de Paris par les Anglais ; le fief de la Cerisaie, de la rue Bizet aux Champs-Élysées.
Vers 1760, un riche Anglais, le chevalier de Jansen, les achète et les réunit pour former un seul ensemble où il fait aménager un jardin d'agrément de plus de six hectares.
Ce jardin reçoit ensuite le nom de « jardins Marbeuf », car la propriété, comprenant une bergerie ou pavillon appelé « folie Marbeuf », appartient dans les années 1780 à la marquise de Marbeuf, Henriette Françoise Michel. Fille de l'armateur nantais Gabriel Michel (1702-1765), celle-ci a épousé en 1757 Jacques Auger, marquis de Marbeuf (†1789), neveu du général de Marbeuf (1712-1786). Les époux se séparent « d'habitation et de biens » en 1763. Riche après la mort de son père de 8 millions de livres, la marquise est propriétaire du château de Champs-sur-Marne et a un hôtel particulier rue du Faubourg-Saint-Honoré, à l'emplacement de l'actuel no 31. Sous la Révolution, elle est condamnée à mort par le Tribunal révolutionnaire et exécutée le 5 février 1794, « comme convaincue d'avoir désiré l'arrivée des Prussiens ».
En 1797, la folie Marbeuf devient le Bal d'Idalie où l'on donne des fêtes d'été, avec bals, illuminations, feux d'artifice dirigés par les frères Ruggieri. Le droit d’entrée est de 75 centimes les jours de semaine et de 1,25 francs les dimanches et jeudis, jours où il y a bal. Les jardins Marbeuf retrouvent leur nom sous la Restauration.
Le comte de Choiseul-Gouffier (1752-1817) acquiert les jardins et, en 1812, fait construire un hôtel dans le goût néo-antique, entre les actuelles rues Lincoln et Quentin-Bauchart, presque à l'angle de cette dernière et des Champs-Élysées. À côté, à l'emplacement où la rue Lincoln rejoint aujourd'hui les Champs-Élysées, se trouve l'hôtel de Lauriston, appartenant au général-comte de Lauriston (1768-1828), fait maréchal de France et marquis sous la Restauration.
En 1844, Émile de Girardin fait l'acquisition de l'ensemble de la propriété et s'installe dans l'hôtel de Choiseul-Gouffier. Sa femme, Delphine, y meurt le 29 juin 1855. Émile de Girardin vend alors l'ensemble de la propriété à la comtesse de Montijo, née Maria Manuela Kirkpatrick, mère de l'impératrice Eugénie, dont la fille ainée, la duchesse d'Albe, malade, s'installe en 1858 dans l'hôtel de Lauriston, qui devient l'hôtel d'Albe. Elle y meurt en 1860 et l'impératrice Eugénie fait raser l'hôtel. L'année suivante une voie nouvelle est ouverte à son emplacement sous le nom de « rue d'Albe ». 
Elle reçoit sa dénomination actuelle, « rue Lincoln », par l'arrêté préfectoral du 16 août 1879. Il s'agit de dé-commémorer la duchesse d'Albe, liée au Second Empire. Le choix du nom de Lincoln s'explique par la proximité des Champs-Élysées, résidence favorite des Américains à Paris.

## Bâtiments remarquables et lieux de mémoire

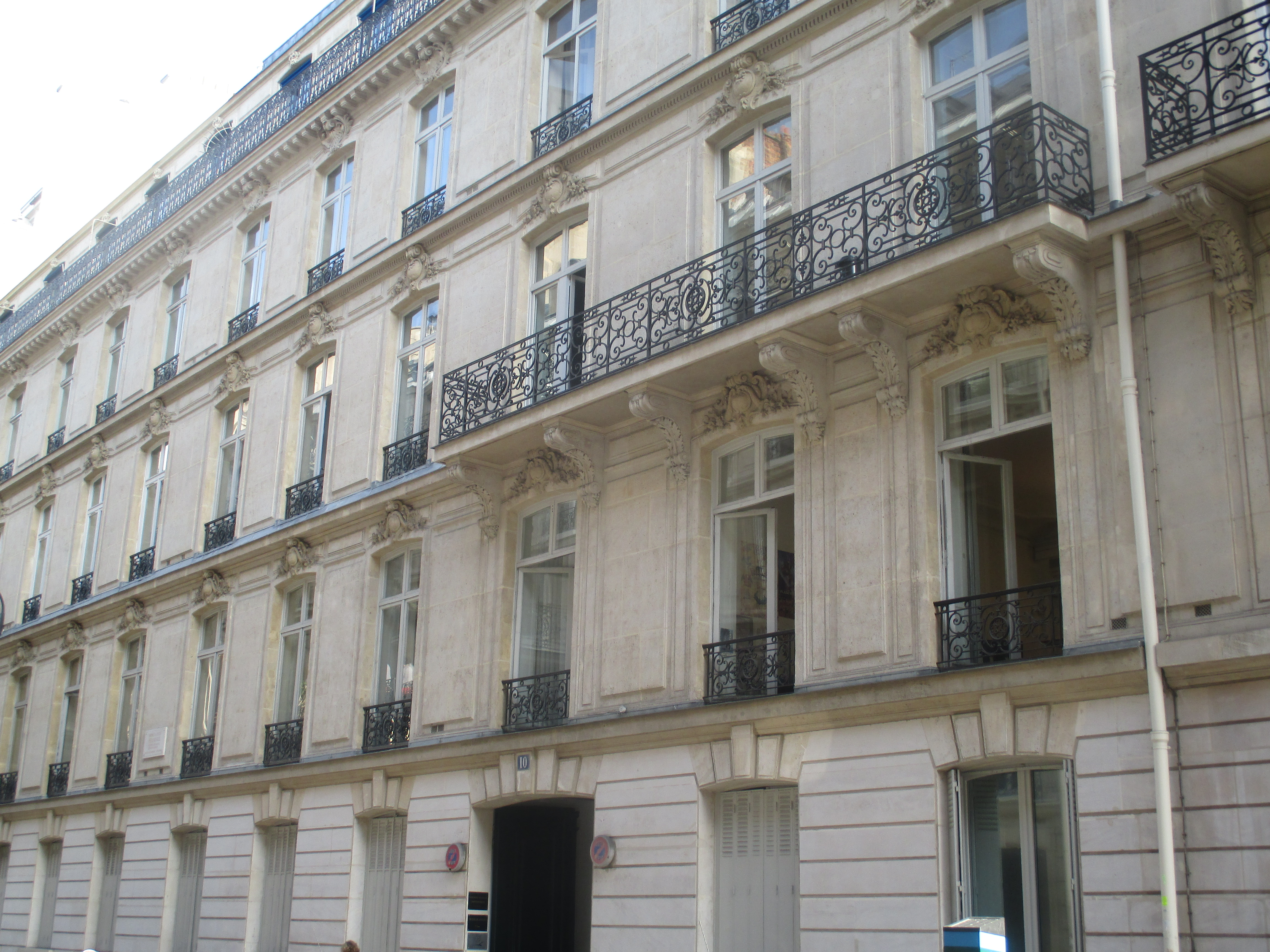
No 10, rue Lincoln.

- No 6 : domicile du baron Pierre Laurens de Waru (1837-1914), administrateur des Chemins de fer d'Orléans (fils d'Adolphe de Waru), qui avait épousé Valentine de Sade (1847-1922), sœur de la comtesse Adhéaume de Chevigné et descendante du marquis de Sade. « Le fils de ce couple fort austère, Jacques, devait contracter mariage avec une très belle et très fortunée personne, son aînée de plus de quinze ans, qui passait pour être la fille naturelle du dernier duc de Parme, et qui était la veuve d'un membre de l'Institut, professeur au Collège de France, le marquis d'Hervey de Saint-Denys. […] La nouvelle Mme de Waru ne fut jamais reçue rue Lincoln, mais le Monde lui fut moins sévère que sa belle famille et je me souviens l'avoir maintes fois rencontrée à la chasse, dans les tirés de Dampierre où elle était l'hôte du duc de Luynes. L'auteur de Swann, si friand de scandales mondains, n'a pas manqué d'épingler dans son album Mme de Waru à qui il fait allusion en divers passages de son ouvrage[4]. » La marquise d'Hervey de Saint-Denys, née en 1848, s'était remariée en 1896 au baron Jacques de Waru, cavalier qui participera aux Jeux olympiques de 1900.
- No 8 : « Avant que de venir habiter 43, avenue Montaigne, M. Franck Le Harivel résidait 8, rue Lincoln. Les amateurs d'équitation ne doivent pas tous avoir perdu le souvenir de ce parfait cavalier, dont la silhouette était familière aux habitués de l'Allée des Poteaux[5]. »
- No 10 : Marcel Proust (1871-1922), était un habitué, à ses débuts dans la société parisienne, du salon de la marquise Sauvage de Brantes (1842-1914), née Louise Lacuée de Cessac qui habitait au no 10. Elle était la tante de Robert de Montesquiou (1855-1921).
- No 12 : ancien siège de l'École ABC de Paris.
- No 14 : en 1935, le photographe Lucien Lorelle (1894-1968) y ouvre un studio de  photographie publicitaire, où réalise  avec Cassandre des affiches mêlant dessin et photographie[6].
Cinéma Lincoln comptant trois salles, ouvert en 1969[7].